# Нито звук 2
„Нито звук 2“ (на английски: A Quiet Place: Part II) е американски научнофантастичен филм на ужасите от 2021 г., режисиран от Джон Кразински. Продължение е на „Нито звук“ от 2018 г. Премиерата на филма трябва да се състои на 20 март 2020 г., но е отложена за 28 май 2021 г.

## Заснемане
На 20 юни 2019 г. от Paramount Pictures обявяват, че снимките на филма са започнали. Заснемането приключва на 25 септември 2019 г.